# Rönttönen
Rönttönen – tradycyjny fiński deser z okolic Kainuu.
Jest to małe (wielkości dłoni) otwarte ciastko składające się z ciasta jęczmiennego lub ryżowego wypełnionego słodzonym nadzieniem z purée ziemniaczanego i jagód (najczęściej brusznic). Zazwyczaj podaje się ją jako dodatek do kawy.
Kainuun rönttönen ma przyznane Oznaczenia pochodzenia geograficznego produktów rolnych w Unii Europejskiej.